# Collins Sichenje
Collins Lusaka Sichenje (19 settembre 2003) è un calciatore keniota, difensore del Vojvodina.

## Carriera

### Club
Nel 2019, il giocatore è passato dal Green Commandos SC, squadra con sede a Kakamega, all'AFC Leopards di Nairobi. Nel luglio 2021 si è unito alla squadra riserve del PAOK, ma, a causa della mancanza di spazio, nel febbraio 2022 è tornato all'AFC Leopards.
Il 1º aprile 2022 è stato presentato dal club svedese dell'AIK con un contratto fino al 31 dicembre 2026. La squadra annoverava già in rosa anche i suoi connazionali Erick Otieno e Henry Atola Meja. Il suo debutto ufficiale ha avuto luogo il successivo 27 luglio in occasione della gara di ritorno del secondo turno di UEFA Europa Conference League 2022-2023 contro gli ucraini del Vorskla. Oltre a quattro presenze nelle coppe europee, ne ha anche collezionate otto nell'Allsvenskan 2022.
Il 31 marzo 2023, prima dell'inizio dei campionati svedese e finlandese, è stato girato in prestito dall'AIK al KuPS fino alla fine dell'anno. Con questo club ha disputato 17 partite nella prima fase della Veikkausliiga 2023 e 3 partite nel girone per il titolo, in cui la squadra giallonera ha sfiorato la vittoria del titolo nazionale, perdendolo solo per differenza reti a parità di punti con l'HJK.
Terminato il prestito in Finlandia, Sichenje è tornato all'AIK dove ha iniziato la stagione 2024 senza però essere mai utilizzato dal tecnico Henning Berg, sedendo al massimo in panchina in alcune occasioni.
Il 10 luglio 2024 si è trasferito a titolo temporaneo ai serbi del Vojvodina. L'accordo prevedeva un prestito semestrale con diritto di riscatto. Le sue prestazioni hanno indotto la dirigenza serba ad esercitare l'opzione di acquisto del suo cartellino, in cambio di una cifra che, secondo gli organi di stampa, sarebbe stata di 400 000 euro.

### Nazionale
Il suo esordio con la nazionale maggiore keniota è avvenuto il 13 marzo 2021 in un'amichevole contro il Sudan del Sud.